# Pseudodominanz
Pseudodominanz, auch Quasidominanz, ist ein Begriff aus der Genetik, der vor allem im Bezug auf Erbkrankheiten verwendet wird. Er beschreibt einen autosomal-rezessiven Erbgang, der phänotypisch wie ein autosomal-dominanter Erbgang auftritt.
Dieser Fall tritt auf bei einer speziellen Kombination an Genotyp und Phänotyp der Eltern auf:
- Ein Elternteil ist genotypisch homozygot für das für die Krankheit verantwortliche Allel (a/a) und damit phänotypisch krank.
- Der andere Elternteil ist heterozygot für dieses Allel (A/a) und damit phänotypisch gesund.

Die Wahrscheinlichkeit, dass in der folgenden Generation das Merkmal phänotypisch wieder auftritt, liegt in diesem autosomal-rezessiven Erbgang bei 50 %.
Ein vergleichbarer autosomal-dominanter Erbgang wäre:
- Ein Elternteil ist genotypisch heterozygot für das für die Krankheit verantwortliche Allel (A/a) und damit phänotypisch krank.
- Der andere Elternteil ist homozygot für das normale Allel (a/a) und damit phänotypisch gesund.

Die Wahrscheinlichkeit, dass in der folgenden Generation das Merkmal phänotypisch wieder auftritt, liegt ebenfalls bei 50 %.
Phänotypisch sind die beiden Erbgänge nicht zu unterscheiden, der rezessive ist also pseudodominant:
- Je ein Elternteil ist krank, einer gesund.
- Die Wahrscheinlichkeit, dass ein Nachkomme ebenfalls krank ist, liegt bei 50 %.

Eine genaue Zuordnung der Genotypen ist etwa durch einen Heterozygotentest möglich.